# Rafael Taboada Mantilla
Rafael Taboada Mantilla (Puerto de Santa María, Cadis, 1838 - Luceni, Saragossa, 1914) fou un compositor espanyol, i el seu fill Joaquín (1870-1923) també fou compositor musical.
Fou un dels més afortunats mantenidors de l'anomenat genero Chico en l'últim terç del segle xix, i un dels primers cultivadors, sinó el primer, de l'opereta genuïnament espanyola, distingint-se també com a professor de cant.
Les seves obres principals són:
- El mundo por dentro (1864);
- El maestro fugatto; La enamorada del mar; Por cambiar de domicilio (1877);
- Los bohemos (1878);
- Teoria y práctica (1881);
- Trabajar con fruto; El diabló en el molino (1881);
- Angeles y serafines; Sin conocerse; Cante hondo (1882);
- Enredos y compromisos; Fortuna te dé Dios... (1883);
- ¡Al baile! (1884);
- El señor de Rascati; Los diablos del dia (1885);
- El señor gallina; Perico el de los palotes (1887);
- El tio Vivo; Santanás en la abadía (1888);
- Casa editorial, la primera obra teatral d'Arniches; Olla de grillos (1889);
- Pretexto (1890);
- El martes de carnaval (1891);
- La meseta de los lobos (1892);
- La viuda de González (1895);
- Un gatito de Madrid; El Empecinado; Un cuento de Boccaccio; El laurel de oro, i De Salamanca à Madrid.

A més, va escriure més de 100 composicions per a cant i piano, notables per la seva fresca i forta inspiració, així com les obres didàctiques Teoria de la escritura musical y su interpretación (1870; Preceptos para el estudio del canto; Doce frases melódicas; Escuela nacional de Música y Declamación, su organización (Madrid, 1890), i Música elemental (Madrid, 1898).